# Đorđe Lazarević
Đorđe Lazarević (Vlasina Okruglica, Surdulica, 3. mart 1903 — Beograd, 28. jun 1993) bio je profesor Građevinskog fakulteta u Beogradu.
Takođe je bio počasni doktor beogradskog univerziteta, prvi predsednik Jugoslovenskog društva građevinskih konstruktera (1958—1964), dobitnik je Oktobarske nagrade grada Beograda, Sedmojulske nagrade Socijalističke Republike Srbije, Nagrade AVNOJ-a i nosilac je brojnih visokih odlikovanja.

## Biografija

### Detinjstvo i školovanje
Đorđe Lazarević rođen je 3. marta 1903. godine u Vlasina Okruglici od oca Mihajla i majke Gine pored 4 brata: Avram, Dušan, Aleksandar (Canja), Čeda i sestre Tijane u porodici Čubrini. Osnovnu i srednju školu učio je na raznim mestima, a Tehnički fakultet završio je u Beogradu 1927. godine kao prvi u generaciji.

### Zaposlenje
Predratni period radio je u češkoj firmi „Matija Bleha“ u Beogradu, i u svom ovlaštenom birou u Beogradu. Drugi svjetski rat proveo je u logorima u Njemačkoj, a poslije oslobođenja vraća se u zemlju i radi kao direktor Projektantskog zavoda Srbije, a zatim kao vanredni profesor Arhitektonskog fakulteta u Beogradu (1947). U to vrijeme bio je i ekspert Ministarstva građevina Srbije i Saveznog ministarstva elektroprivrede. Na Građevinskom fakultetu u Beogradu bio je profesor od 1949. godine. Za dopisnog člana Akademije nauka u Beogradu izabran je 1955. a za redovnog člana 1958. godine.

## Projekti

### Palate Albanije
Uspješno završen projekat arhitektonskog i konstrukterskog dijela zgrade robne kuće Ta-Ta u Knez Mihajlovoj ulici, vodio je ka projektu Palate Albanija na Terazijama, tada najvišeg solitera od armiranog betona u Evropi. Na ovoj skeletnoj konstrukciji primjenjeni su betoni čije su čvrstoće bile veće od čvrstoća koje su predviđene tadašnjim propisima za beton, a posebno je značajna primjena armature od visokovrijednih čelika u stubovima, sa čime je akademik Lazarević išao čitavih 20 godina ispred svjetskih normi i standarda. Bombardovanja Beograda u Drugom svjetskom ratu pokazala su izdržljivost konstrukcije betonskog skeleta Palate Albanija kada ni bomba od pola tone nije uspjela da je sruši.

### Projekat beogradskog bioskopa Kosmaj
Iz tog perioda datira i konstrukcija beogradskog bioskopa Siti, danas bioskop Kosmaj. Na izuzetno tijesnom prostoru bilo je potrebno sagraditi bioskopsku salu sa što više mjesta. Problem je riješen vertikalnim platnima- zidovima debljine 12 cm u koje je usidrena armiranobetonska greda koja nosi balkon sale. Reakcije ove grede sa više stotina tona unose se u zidove platna — sidrenjem armature grede u platna — rješenje koje je u ono vrijeme predstavljalo izuzetan konstrukterski poduhvat.

### Konkurs Hipotekarne banke
Hipotekarna banka Trgovačkog fonda Kraljevine Jugoslavije 14. januara 1938. objavila je oglas za izradu idejne skice za novu zgradu banke. Imena pobjednika su objavljena 6. aprila 1938. i od tada počinju nesuglasice oko toga ko je zaista autor zgrade. Konkurs se smatrao neuspješnim i nije dodijeljena prva nagrada dok su drugu nagradu prvobitno dobili arhitekte iz Zagreba Branko Bon i Milan Grakalić, ali im je nagrada oduzeta jer u to doba njihova škola nije imala rang visokoškolske ustanove, koji je dobila naredne godine. Zbog ovoga, drugu nagradu dobijaju Hinko Bauer i Marjan Haberle, dok treću dobija Milan Zloković.
Kako se žiriju najviše svidjelo rješenje Bona i Grakalića oni odlučuju da ga prihvate kao pobjednika, ali uz određene korekcije. Zbog situacije sa diplomama, Grakalić i Bon unajmljuju beogradskog arhitektu Miladina Prljevića da ih predstavlja u ovom poslu. Nakon izvršenih izmjena fasada, Hipotekarna banka otkupljuje projektnu dokumentaciju, ali kaže autorima da će najvjerovatnije odustati od gradnje zbog mogućeg rata. Ovo je vjerovatno bio samo izgovor jer je poznato da je bilo nesuglasica oko honorara. Poslije odlaska Bona i Grakalića u Zagreb kreće se sa gradnjom palate. Izgradnja je završena 20. oktobra 1939. godine. Ključnu ulogu u toku izgradnje ima statičar Đorđe Lazarević, koji je svoj posao odradio besprijekorno dobro, te prilikom savezničkog bombardovanja bomba od pola tone nije uspjela da sruši zgradu.

### Most Gazela
Most Gazela je najprometniji beogradski most iznad rijeke Save. Građen je 1966. do 1970. godine, kao dio gradskog auto-puta i auto-puta Bratstvo i jedinstvo. Most je dugačak 332 m, a širok 27,5 m. Most Gazela se izdiže iznad Save 22,8 m tokom srednjeg vodostaja.

### Most preko Beške
Most kod Beške kod Dunava sagrađen je u okviru projekta auto-puta Beograd-Novi Sad-Subotica. Ukupna dužina mosta je 2.250 m, a širina 14,4 m. Usljed velike razlike u nadmorskoj visini lijeve i desne obale Dunava most je dizajniran sa nagibom od 2,3% što je ujedno i najveći nagib na auto-putu. Tokom srednjeg vodostaja uzdiže se 51 m iznad Dunava. Glavni dizajner mosta bio je Branko Žeželj, a izgradila ga je Mostogradnja između 1971—1975. Most se nalazi u blizini mjesta Beška po čemu je i dobio naziv.

### Most mladosti
Most mladosti u Nišu izgrađen je 1960. godine. Kod njega je Lazarević uveo spontanu normalnu silu u armiranobetonski presjek služeći se „nagnutim klatnom“ na jednom od srednjih oslonaca. Srednji raspon od 68 m vrlo je teško postići u armiranom betonu. Ovo je jedan hibridni sistem koji radi i kao greda i kao luk, primjenjen prvi put u konstrukcijskoj praksi na području bivše Jugoslavije.

## Ostala djela
Ljuska u hotelu Mažestik, na Obilićevom vencu, još jedan je od konstrukterskih poduhvata iz predratnog perioda. Ova kupola impresionira svojom lakoćom i elegancijom, a prije svega po načinu prenošenja opterećenja i sadejstvu same konstrukcije sa drugim konstrukcijskim elementima. U djelo Đorđa Lazarevića ubrajaju se i mnogobrojni silosi, rezervoari, industrijski dimnjaci, fabričke hale, stubovi, dalekovodi i drugo. U rezultate njegove predratne konstruktersko- mostograditeljske aktivnosti ubrajaju se i nadvožnjak kod malog Iđoša, koji je karakterističan po svojoj izuzetnoj zakošenosti. Prvi most preko Vardara u Skoplju takođe spada u ovaj period. Nakon uspjeha ovog mosta, nizvodno od Vardara sagrađen je i drugi most po projektu i proračunu Đorđa Lazarevića.

## Članstvo i priznanja
Od 1955. godine je član SANU i ANUBiH. Pronalazač je nekoliko i van zemlje priznatih konstrukcionih sistema, pionir je nove oblasti mehanike, konstrukter brojnih zapaženih objekata. Istakao se kao projektant i graditelj betonskih mostova. 
Njegov rad pod naslovom „Einige einzelhalten uber die Konstruktion von Eisenbetonbrucken grosser Spanweiten“, objavljen u njemačkom časopisu „Beton und Eisen“ 1939. godine, predstavlja temelje današnjeg opšteprihvaćenog postupka konzolnog građenja betonskih mostova velikih raspona bez klasične skele.
Od 2012. diplomska sala Građevinskog fakulteta u Beogradu nosi ime Đorđa Lazarevića.

## Naučno-istraživački rad
U svom naučno-istraživačkom radu akademik Lazarević bio je orijentisan na konstrukterske probleme koji su nailazili na primjenu u betonskim konstrukcijama. Njegovi radovi iz oblasti ekonomskog dimenzionisanja predstavljaju preteču današnje oblasti optimizacije. Princip po kome se određuju činioci širine iz uslova smičućih napona i optimalne visine presjeka, nije prevaziđen do današnjih dana. Đorđe Lazarević je, prema tome, preteča i osnivač ekonomske optimizacije armiranobetonskog presjeka i čitave konstrukcije na području bivše Jugoslavije.

### Problemi mehanike stijena
Veliki dio posljeratne stručne i naučne aktivnosti akademika Lazarevića, vezan je za mehaniku stijena. Sa snažnim razvojem elektroprivrede prof. Lazarević se suočio sa problemima mehanike stijena naročito kod hidrotehničkih tunela pod pritiskom. Njegove monografije Mechanical characteristics of mountain masses iz 1954. godine i Segmentni kvadrati 1955. prvi su značajniji radovi iz ove oblasti. Sa saradnicima Instituta Jaroslav Černi utvrdio je deformacije u obliku lemniskata kružnih otvora tunela pod pritiskom, prouzrokovane anizotropnim ponašanjem stijenskih masa. Ovaj fenomen prvi put je prikazan u pomenutoj monografiji.

## Fond Đorđa Lazarevića
Fond Đorđa Lazarevića osnovala je Srpska akademija nauka i umjetnosti u spomen na svog redovnog člana akademika Đorđa Lazarevića, 1995. godine. Sedište fonda je u SANU, a cilj osnivanja je pomaganje finansiranja rada Akademije. Fondom upravlja predsednik Akademije. Istoimeni fond osnovan je i postoji u Surdulici.

## Dela
Za sobom je ostavio veliki broj pisanih djela od kojih su neka navedena ovdje:
- Lazarević Đ., 60 godina rada,monografija, Izgradnja, Beograd,1987.
- Prilog za racionalno dimenzionisanje savijenih nosilaca od armirenog betona, Gradbeni vjesnik, Zagreb, br.5. pp. 65-68, 1938.
- Osnovi teorije armiranog betona, Beograd, Naučna knjiga, 1950.
- Ekonomsko upoređenje savijenih T-presjeka proračunatih po klasičnom postupku I po postupku granične nosivosti, Tehnika, br.4. pp. 89-93, 1969.
- Prilozi teoriji armiranobetonskih linijskih nosača, Beograd, Naučno djelo, 1968.
- Granična nosivost linijskih sistema, Beograd, Građevinska knjiga, 1971.
- Lazarević Đ., Praščević Ž., Optimizacijski pristup u inženjerskom rasuđivanju, Izgradnja, 45, br.12. pp. 7-12, 1991.
- Naponsko stinavanje, Građevinski vjesnik, br.5, 1934.

## Literatura
- Savez društava građevinskih konstruktera Jugoslavije, Simpozijum 89, Priznanja za životno delo- najbolja konstrukterska ostvarenja u 1988, Dubrovnik, April (1989). pp. 1-4

## Spoljašnje veze
- Biografija na sajtu SANU
- www.gradnja.rs/potpisan-ugovor-o-obnovi-gazele
- beogradska.blog.rs/
- www.beogradfilm.co.rs/kosmaj_sr.html
- www.skyscrapercity.com/showthread.php?t=406398&page=462
- flickr.com/photos/ilicvlada/3587123966/
- yugoslavian.blogspot.com/2009_05_01_archive.html